# Second Act
Second Act (prt: Segundo Acto; bra: Uma Nova Chance) é um filme de comédia romântica americano, dirigido por Peter Segal, de um roteiro de Justin Zackham e Elaine Goldsmith-Thomas. É estrelado por Jennifer Lopez, Vanessa Hudgens, Leah Remini e Milo Ventimiglia, e segue uma mulher de 40 anos que busca uma segunda chance em uma carreira corporativa, depois que um amigo lhe cria um currículo e credenciais falsos. O filme foi lançado nos Estados Unidos em 21 de dezembro de 2018 pela STX Films e no Brasil em 31 de janeiro de 2019 pela Diamond Films.

## Enredo
Maya é uma caixa de supermercado insatisfeita com sua vida profissional. Porém, tudo muda com uma pequena alteração em seu currículo e suas redes sociais. Com sua experiência das ruas, habilidades excepcionais e a ajuda de seus amigos, ela se reinventa e se torna uma executiva de sucesso.

## Elenco
- Jennifer Lopez como Maya Davilla (Maria Vargas)
- Vanessa Hudgens como Zoe Clarke
- Leah Remini como Joan
- Treat Williams como Anderson Clarke
- Milo Ventimiglia como Trey
- Annaleigh Ashford como Hildy
- Charlyne Yi como Ariana Ng
- Alan Aisenberg como Chase
- Freddie Stroma como Ron Epson
- Dave Foley como Felix Herman
- Larry Miller como Weiskopf
- Dierdre Friel como Big Ant
- Lacretta como Suzi Teplitsky
- Dan Bucatinsky como Arthur
- Dakton Harrod como Dilly
- John James Cronin como Otto
- Elizabeth Masucci como Claire
- Michael Boatman como Edward Taylor
- Anna Suzuki como Alicia Zhou
- Ellen Cleghorne como Shaniqua

## Produção
Em junho de 2017, Jennifer Lopez assinou contrato para estrelar. Em outubro de 2017, Leah Remini, Annaleigh Ashford, Vanessa Hudgens, Dan Bucatinsky e Freddie Stroma se juntaram ao elenco do filme. Em novembro de 2017, Milo Ventimiglia, Treat Williams, Larry Miller, Dave Foley, Charlyne Yi e Alan Aisenberg também foram adicionados.

### Filmagem
A filmagem principal começou em 23 de outubro de 2017, no Food Bazaar Supermarket em Queens, Nova York, e continuou no Bronx e Manhattan, incluindo o Michael Jordan's Steakhouse no Grand Central Terminal. Filmagens encerradas em 15 de dezembro de 2017.

### Música
Em 21 de setembro de 2018, Sia foi anunciada como compositora da música original "Limitless" da trilha sonora do filme, produzida por Jesse Shatkin e interpretada por Lopez. Em 9 de outubro de 2018, Lopez apresentou a música no American Music Awards.

## Lançamento
Second Act foi inicialmente agendado para ser lançado nos Estados Unidos em 21 de novembro de 2018, mas em setembro de 2018, após triagens de teste "incríveis", seu distribuidor STXfilms mudou-o para 14 de dezembro e depois novamente para 21 de dezembro de 2018.
O estúdio gastou US$19 a 30 milhões em promoção e publicidade do filme.

## Recepção

### Bilheteria
Second Act arrecadou US$39,3 milhões nos Estados Unidos e Canadá e US$33 milhões em outros territórios, totalizando um total bruto de US$72,3 milhões, contra um orçamento de produção de US$16 milhões. Para alcançar o ponto de equilíbrio, o filme precisava arrecadar cerca de US$30 a 40 milhões.
Nos Estados Unidos e no Canadá, o filme foi lançado ao lado de Aquaman, Welcome to Marwen e Bumblebee, e foi projetado para arrecadar entre 9 e 13 milhões de dólares de 2,607 cinemas no fim de semana de abertura de cinco dias. O filme faturou US$2,5 milhões em seu primeiro dia, incluindo US$515,000 em visualizações de quinta à noite. Ele estreou com US$6,5 milhões no fim de semana, terminando em sétimo nas bilheterias. Em seguida, arrecadou US$1 milhão na segunda-feira e US$3 milhões no dia de Natal, para um total bruto de cinco dias de US$10,6 milhões. Em seu segundo final de semana, o filme aumentou 11%, arrecadando US$7,2 milhões.

### Resposta da crítica
No Rotten Tomatoes, o filme possui uma classificação de aprovação de 46% com base em 103 avaliações, com uma classificação média de 5/10. Em Metacritic, o filme tem uma pontuação média ponderada de 46 em 100, com base em 27 críticos, indicando "críticas mistas ou médias". As audiências consultadas pelo CinemaScore deram ao filme uma nota média de "B+" na escala A+ a F.